# サイドキック
サイドキック (sidekick) は、フィクションに登場するキャラクターの役割の一つであり、ヒーローと行動する相棒や親友を指す。有名なサイドキックは、ドン・キホーテにおけるサンチョ・パンサ、シャーロック・ホームズのジョン・H・ワトスン、ローン・レンジャーのトント、グリーン・ホーネットのカトー、バットマンのロビンなど。

## 言葉の起源
元々は、19世紀から20世紀前半のアメリカで使われていたスリのスラングだった。ズボンの前ポケットを“kick“と呼び、ここに財布が入っているとスリにとってはもっとも仕事が難しいため、信頼の置ける相棒を“side-kick“と言うようになったとされている。
また、喧嘩をする時に傍らで一緒に暴れてくれる人の意味の“sidekicker“から出たとする説もある。
1928年に発表されたノックスの十戒でもサイドキックに言及されている。推理小説において探偵の助手となる人物はワトスン役と呼ばれる。
記録されている最古のサイドキックは、ギルガメッシュの盟友で相棒のエンキドゥである。ギルガメシュ叙事詩はサイドキックを確認できる最も初期の文献の1つであり、他の初期の例はイーリアスのアキレスとパトロクロス、および旧約聖書のモーセとアロン。

## サイドキックの役割
サイドキックはヒーローに対して複数の役割（例えば主人公が持たない知識、技術、対照的な要素）を果たすことができる。彼らはしばしばコミックリリーフの役割を担い、コミカルな行動を取る。サイドキックはヒーローより容易に感情移入できる性格、または自分自身だと想像できる人物（例えば十代の助手）である場合がある。そして、ヒーローに質問を尋ねる（またはヒーローに話す機会を与える）事により、作者に解説する機会を与えてコロスと同じ役割を満たす。
好きになるのが難しい特徴を描かれているヒーローとの感情的な繋がりとしてサイドキックはよく使われる。サイドキックは誰よりもヒーローを知っている相棒であり、主人公がヒーローだと納得する理由を与える。例えばシャーロック・ホームズは突飛な行動を取り気難しい性格であるが、常識的で社会的な地位（医師）もあるジョン・H・ワトスンとの友情からホームズが善人であると読者に説明する。